# Uluzzien
L'Uluzzien est une culture archéologique de transition entre la fin du Paléolithique moyen et le début du Paléolithique supérieur,. La culture Uluzienne correspond à une des « industries de transition en Europe » faisant le lien entre le Moustérien européen attribué à l'Homme de Néandertal et l'Aurignacien attribué l'Homme moderne.
Sa répartition géographique correspond à toute l'Italie, avec une concentration de sites en Toscane et dans le sud (Campanie-Pouilles-Calabre), et aussi dans le Péloponnèse en Grèce. Le nom « Uluzzien » vient de la petite localité et la baie d'Uluzzo dans les Pouilles où se trouvent la grotte d'Uluzzo et surtout la Grotte du Cheval (Grotta del Cavallo en italien) qui est le site de référence pour cette culture.
Par rapport à la culture précédente du Moustérien, il présente des innovations comme la présence de parures en coquillages de mollusques et le débitage laminaire en série d'outils. Toutefois, il sera remplacé par l'Aurignacien sans qu'il y ait de lien "génétique" entre les deux.
L'attribution de cette culture à l'Homme de Néandertal ou à l'Homme moderne n'est pas tranchée, plusieurs thèses actuellement coexistent :
1. Innovations indépendantes des derniers Néandertaliens sans aucune influence de l'Homme moderne;
2. Acculturation des Néandertaliens à des techniques de l'Homme moderne par des transferts culturels venus du Proche-Orient sans migration de ces derniers;
3. Migration d'hommes modernes non porteurs de l'Aurignacien depuis le Proche-Orient, et remplacement des derniers Néandertaliens.

Les deux premières théories sont les plus anciennes, l'Uluzzien étant attribué aux Néandertaliens, le débat tournant autour des innovations culturelles de l'Uluzzien par rapport au Moustérien précédent (innovations propres ou importations). Toutefois, une étude parue dans la revue Nature en 2011
montre que des restes humains de la grotte du Cheval, deux dents déciduales, appartiendraient à Homo sapiens et non à l'Homme de Néandertal autochtone, comme on le croyait jusqu'ici,. Des ornements personnels situés dans la même couche ont donné un âge entre 47 530 et 43 000 ans par la datation au carbone 14. Cette culture précéderait ainsi l'industrie aurignacienne également attribuée à Homo sapiens, et expliquerait son caractère intrusif par rapport au Moustérien. En outre, cette étude montre aussi que la cohabitation en Europe des deux groupes humains a eu lieu sur une période de temps plus importante que ce qui était communément admis,. Toutefois, l'association entre ces dents et la couche Uluzzienne dans la Grotte du Cheval est contestée, les couches uluzziennes, protoaurignaciennes et aurignaciennes ayant subi des mélanges.

## Historique
En 1964, les fouilles menées par Palma de Cesnola à la grotte du Cheval livre une industrie lithique ne ressemblant ni aux grandes cultures pan-européennes synchrones que sont le Moustérien et l'Aurignacien. Au contraire, cette culture semble confinée à l'Italie, la culture synchrone la plus ressemblante étant le Châtelperronien située en France et en Espagne. Les couches stratigraphiques D et E de grotte du Cheval dans la baie d'Uluzzo servirent donc à définir cette nouvelle culture archéologique qui fut nommée « culture d'Uluzzo » ou plus simplement « Uluzzien ».

## Répartition géographique

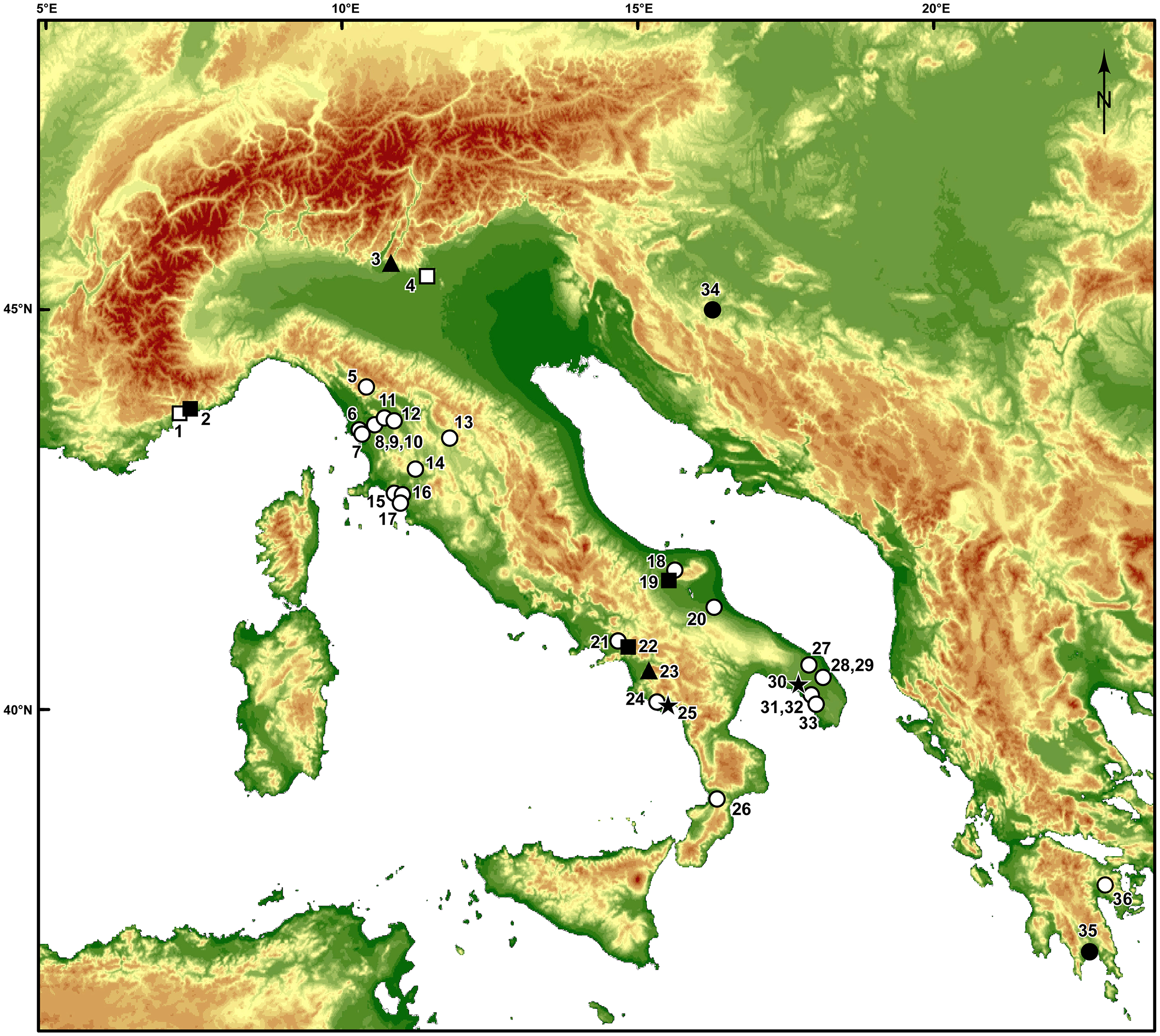
Sites uluzziens (cercles blancs, triangles et étoiles).

On le trouve principalement en Italie, mais aussi en Grèce. En Italie on peut citer les grottes, :
- grotte du Cheval (grotta El Cavallo) à Uluzzo sur la commune de Nardò dans les Pouilles en Italie du sud.
- grotte d'Uluzzo (ou grotte-abri d'Uluzzo, couches archéologiques C-D) à Uluzzo sur la commune de Nardò en Italie du sud.
- grotte de Fumane à Fumane en Vénétie, Italie du nord.
- grotte de Castelcivita à Castelcivita en Campanie, Italie du sud.
- grotte de Klissoura 1 dans le Péloponnèse grec.
- grotte La Fabbrica à Grosseto en Toscane.

## Caractéristiques

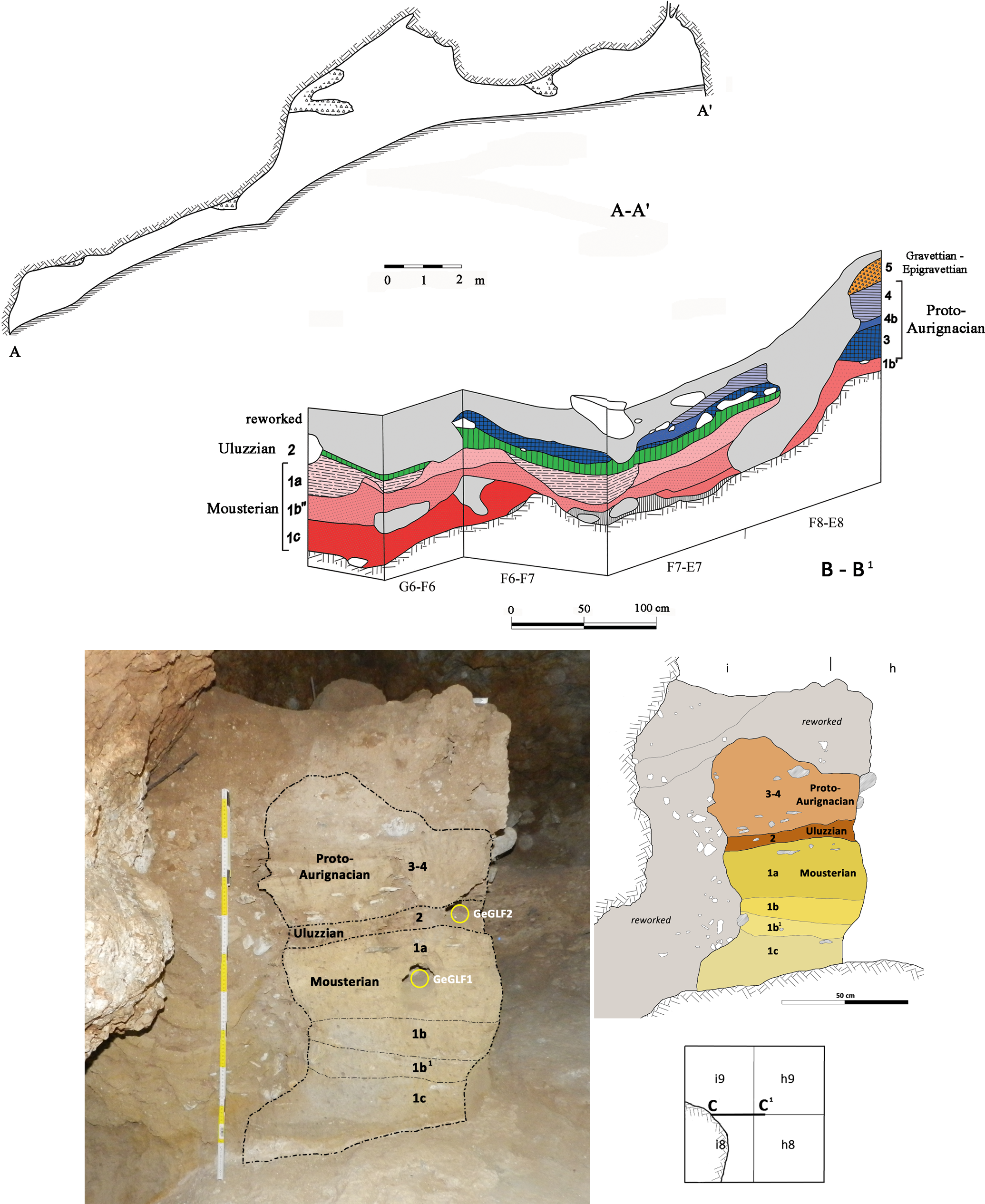
Coupe stratigraphique dans la grotte La Fabbrica en Italie centrale. Moustérien en bas, Uluzzien au milieu, et Protoaurignacien en haut.

Coquillages de la grotte du Cheval, la lettre D renvoie aux niveaux uluzziens (lettre B pour les niveaux épigravettiens).

L'Uluzzien est défini historiquement à partir de la grotte du Cheval, mais cette dernière peut présenter des intrusions protoaurignaciennes dans les strates uluziennes supérieures (par exemple, présence problématique de 3 lamelles Dufour typiques du Protoaurignacien),. En conséquence, c'est par comparaison avec d'autres grottes à couches uluzziennes que l'Uluzzien est actuellement défini:
- Industrie lithique :
  - Absence de débitage Levallois et débitage Discoïde typique du Moustérien antérieur
  - Absence de lamelle Dufour typique du Protoaurignacien et Aurignacien postérieurs.
  - Absence de lames et lamelles aurignaciennes.
  - Présence nombreuses d'éclats obtenus par débitage bipolaire (débitage laminaire)
  - Présence de lames et lamelles obtenues par débitage bipolaire ou par percussion directe
  - Présence de grattoirs et denticulés
- Autre :
  - Présence de parures (colliers, bracelets) avec des coquillages marins collectés, percés intentionnellement, puis assemblés vraisemblablement à l'aide d'une cordelette végétale.
  - Utilisation de nombreux outils en os,
  - Traces d'utilisation d'ocre sur pierre.

L'Uluzzien se sépare du Moustérien classique par une production en série de lames à partir d'un nucléus par débitage laminaire. Toutefois, ce débitage n'est pas non plus le débitage laminaire classique que l'on trouve dans les grandes cultures du Paléolithique supérieur qui le suivent. Par comparaison avec d'autres cultures archéologiques, l'Uluzzien se rapproche plus du Châtelperronien que du Moustérien ou de l'Aurignacien.
Les Uluzziens fabriquaient et utilisaient des perles à partir de coquilles de mollusques marins tels que des scaphopodes type dentale, des escargots marins dits bigorneaux (Columbella rustica et Cyclope neritea), ainsi que d'autres espèces.

## Chronologie
En Italie, l'Uluzzien est précédé par le Moustérien attribué à l'Homme de Néandertal, et est suivi par le Protoaurignacien puis l'Aurignacien attribués à l'Homme moderne.
L'Éruption ignimbritique de Campanie dans le sud de l'Italie a été proposée comme explication possible à la fin de l'Uluzzien. Cette super-éruption, d'indice d'explosivité 7-8, a été datée de 39 280 ± 110 ans BP calibré (par des méthodes isotopiques Argon 40 / Argon 39) soit environ 37 000 ans av. J.-C.).